# Genil

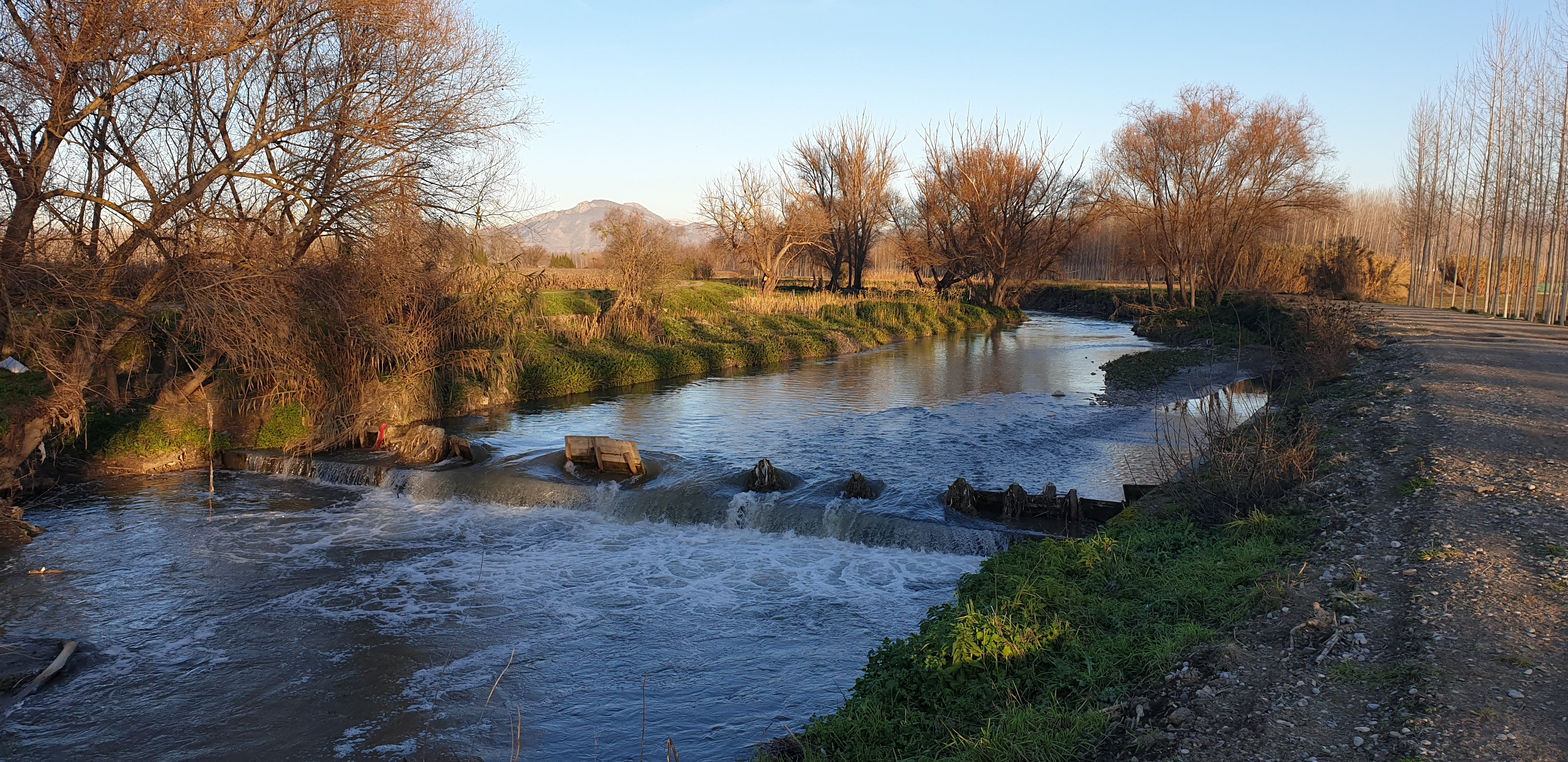
Genil

Genil – rzeka w południowej Hiszpanii, lewy dopływ Gwadalkiwiru o długości 358 km i powierzchni dorzecza 8278 km².
Genil powstaje z połączenia rzek Real i Guarnón, wypływających z lodowca spod szczytu Veleta w pasmie Sierra Nevada (Góry Betyckie), płynie przez Góry Betyckie i Nizinę Andaluzyjską, a do Gwadalkiwiru uchodzi na wschód od miasta Palma del Río.
Na rzece znajdują się zbiorniki retencyjne, m.in. Embalse de Iznájar (największy z nich) i Embalse de Cordobilla.
Główne dopływy: Cubillas, Cacín, Cabra, Beiro, Monachil, Aguas Blancas, Darro, Dílar.
Ważniejsze miejscowości nad Genilem: Grenada, Huétor-Tájar, Loja, Puente Genil, Écija, Palma del Río.